# Lythrum volgense
Lythrum volgense är en fackelblomsväxtart som beskrevs av David Allardyce Webb. Lythrum volgense ingår i släktet fackelblomstersläktet, och familjen fackelblomsväxter. Inga underarter finns listade i Catalogue of Life.